# 有吉威
有吉 威（ありよし たけし、1937年（昭和12年）3月3日 - 2018年（平成30年）4月19日）は、日本の実業家、政治家、福岡県直方市長（2期）。

## 経歴
福岡県立鞍手高等学校から西南学院大学に進学。大学在学中から有吉鉱業社長、九州酸素社長を務める。1965年（昭和40年）直方ガス社長に就任。
1995年（平成7年）より直方市長に2選。市長在職中、成人式での若者の道徳性の無さに「やかましい！」と一喝し、「これで祝辞といたします」との一言だけで退席した。
2003年（平成15年）2月、公共工事に関する贈賄容疑で福岡県警に逮捕され、市長を辞職した。
2018年（平成30年）4月19日、81歳で死去。

## 年譜
- 1959年4月　九州酸素代表取締役[4]
- 1965年6月　直方ガス代表取締役[4]
- 1976年4月　九酸ガス住設代表取締役[4]
- 1977年1月　直方青年会議所理事長
- 1988年7月　直方商工会議所副会頭
- 1992年4月　直方調停協会会長
- 1995年4月　直方市長に初当選[4]
- 1999年4月　同再選（無投票）[4]
- 2003年3月　同辞職
- 2008年6月　九州酸素代表取締役会長[4]
- 2012年6月　九酸・直方ガス企業グループ取締役相談役[4]
- 2018年4月　死去